# Retkovci
Retkovci is een plaats in de gemeente Ivankovo in de Kroatische provincie Vukovar-Srijem. De plaats telt 1381 inwoners (2001).